# 耶稣一生
耶穌一生（Toledot Yeshu）是一本諧仿耶稣生世的犹太亚拉姆文文献，是从反基督教观点出发的犹太版本的耶稣生平。它也被基督徒称作反福音。这本书的题目翻译成英语有：Book of the Life of Jesus、Generations of Jesus或者The Life of Jesus。《耶稣一生》认为耶稣“放肆”，并将耶稣描述為一个会魔法、羞辱而死的私生子。
主要观点就是耶稣是一个骗子和异教徒。

## 历史
这本书中的主要内容来源于流传的口头传说，主要收入的内容在古代晚期（4世纪早期或者6世纪左右））或者中世纪早期。这本书从九世纪广泛流传于欧洲和中东地区；, 在De Iudaicis Superstitionibus这本书裡，天主教里昂总教区的Agobard在826年曾经证实有这本书存在。
原始版本是亚拉姆语，后来有了修订版的希伯来语版本，晚期版本使用犹太-波斯语和阿拉伯语、意第绪语和拉地诺语（犹太-西班牙语）。这本书在基督教世纪一直闻所未闻，直到13世纪末期它才由道明会修道士雷蒙·马丁翻译成拉丁语。
直到最近学者們才对它有一点关注，“很有可能是与它令人讨厌的内容和吸引目光的定位”有关。